# Classe Sigma
A Classe Sigma é uma classe de corvetas da Holanda, desenvolvidas pela empresa Royal Schelde. São utilizadas pela Marinha do Marrocos e a Marinha da Indonésia.

## Navios na classe
| Nº de amurada | Nome                 | Operador  | Tipo           | Batimento de quilha | Estado       |
| ------------- | -------------------- | --------- | -------------- | ------------------- | ------------ |
| 365           | Diponegoro           | Indonésia | Corveta        | 24 de março de 2005 | Em atividade |
| 366           | Sultan Hasanuddin    | Indonésia | Corveta        | 24 de março de 2005 | Em atividade |
| 367           | Sultan Iskandar Muda | Indonésia | Corveta        | 8 de maio de 2006   | Em atividade |
| 368           | Frans Kaisiepo       | Indonésia | Corveta        | 8 de maio de 2006   | Em atividade |
| 613           | Tarik Ben Ziyad      | Marrocos  | Corveta pesada | 15 de abril de 2009 | Em atividade |
| 614           | Sultan Moulay Ismail | Marrocos  | Corveta pesada | março de 2009       | Em atividade |
| 615           | Allal Ben Abdellah   | Marrocos  | Fragata leve   | setembro de 2009    | Em atividade |